# ГЕС Кастракі
ГЕС Кастракі — гідроелектростанція у Греції в середній течії річки Ахелоос, у двох десятках кілометрів на північ від міста Агрініо (центральна частина країни, ном Етолія і Акарнанія). Станом на 2017 рік є середньою станцією серед введених в експлуатацію у складі каскаду на Ахелоосі, знаходячись на 35 км нижче від станції Кремаста та у менш ніж десяти кілометрах вище ГЕС Стратос.
У 1969 році завершили зведення на Ахелоосі земляної (піщано-гравійна з глиняним ядром) греблі висотою 96 метрів та довжиною 547 метрів, що потребувало при спорудженні 5,2 млн м3 матеріалу. Створене греблею водосховище має площу поверхні до 24 км2 та максимальний об'єм 785 млн м3 (корисний об'єм 98 млн м3). Для пропуску паводкової води призначено водозлив із забірною частиною шириною 120 км, розрахований на об'єм у 3700 м3/с.
Машинний зал ГЕС обладнаний чотирма турбінами типу Френсіс потужністю по 80 МВт, що при напорі у 75 метрів забезпечує виробництво більш ніж 0,5 млрд кВт-год на рік. Вироблення електроенергії можливе при коливанні рівня водосховища між позначками 142 та 146 метрів над рівнем моря.
Окрім виробництва електроенергії, гребля Кастракі забезпечує іригацію та водопостачання.
По греблі прокладено автомобільну дорогу.